# Partenamut
Partenamut is een Belgisch ziekenfonds dat actief is in Franstalig België. Het is aangesloten bij de Landsbond van de Onafhankelijke Ziekenfondsen. De hoofdzetel van het ziekenfonds, dat het grootste van Brussel is, bevindt zich in Sint-Jans-Molenbeek. Met 1,27 miljoen leden is Partenamut het tweede ziekenfonds van België, na CM Vlaanderen en voor Solidaris Wallonie.

## Geschiedenis
Het ziekenfonds gaat terug op het Verbond van Onafhankelijke Mutualiteiten (VOM) dat in 1961 werd opgericht in Brussel. In 1989 fuseerde VOM met de beroepsmutualiteit van banken, verzekeringen en openbare instellingen Femuba tot  Verbond van Onafhankelijke Mutualiteiten, van Banken, van Verzekeringen en van Openbare en Private Instellingen (VOMBV). In 1992 veranderde de naam naar Verbond van Onafhankelijke Ziekenfondsen, van Banken, van Verzekeringen en van Openbare en Private Instellingen (VOZBV). Na een fusie met FEMUGE en La Caisse Mutuelle heette het ziekenfonds in 1995 AZIMUT - Mutualité Libre. In 1999 volgde een fusie met EuroMut, waarbij die naam werd behouden. In 2000 volgde een fusie met de Mutualité Libre 503. In 2015 fuseerden EuroMut en Partena - Mutualité Libre (527) tot Partenamut. Daar werd in 2017 de Mutualité Securex aan toegevoegd en in 2020 Omnimut. Het ontstaan van Partenamut door allerlei fusies verliep min of meer parallel met de totstandkoming van één onafhankelijk ziekenfonds in Vlaanderen, Helan in 2022.